# Kalyptodoras bahiensis
Kalyptodoras bahiensis és una espècie de peix d'aigua dolça de la família dels doràdids i de l'ordre dels siluriformes.
Els adults poden assolir 24,5 cm de longitud total. Menja crancs. És un peix de clima tropical del nord-est del Brasil a la conca del riu Paraguaçu a Sud-amèrica.